# Euhesma loorea
Euhesma loorea är en biart som beskrevs av Exley 2004. Euhesma loorea ingår i släktet Euhesma och familjen korttungebin. Inga underarter finns listade i Catalogue of Life.